# جاك فوري
جاك فوري (مواليد 4 مارس 1983) هو لاعب اتحاد الرغبي جنوب أفريقي.